# Erich Arendt
Erich Arendt (* 15. April 1903 in Neuruppin; † 25. September 1984 in Wilhelmshorst) war ein deutscher Lyriker und Übersetzer (Pablo Neruda) in der Deutschen Demokratischen Republik.

## Leben

### 1903 bis 1933
Erich Otto Reinhold Arendt war der Sohn eines Schulhausmeisters und einer Waschfrau. Die Lebensbedingungen der Familie waren ärmlich, man wohnte eine Zeitlang in einer feuchten Kellerwohnung. Bereits als Jugendlicher suchte Arendt den Kontakt zu Künstlern, etwa in der Kunsthandwerkersiedlung Gildenhall. Arendt machte das Abitur und besuchte bis 1923 das Lehrerseminar in Neuruppin. Danach arbeitete er als Theatermaler, Fahnennäher, Bankangestellter und Hilfsjournalist. Er unternahm ausgedehnte Wanderungen und Reisen durch Deutschland, die Schweiz und Spanien.
1925 erschienen erste Gedichte von ihm in Herwarth Waldens Zeitschrift Der Sturm. Vorbild Arendts war August Stramm. 1926 trat Arendt der KPD und 1928 dem Bund proletarisch-revolutionärer Schriftsteller (BPRS) bei. Von 1928 bis 1933 war er Lehrer an der reformpädagogischen Karl-Marx-Schule in Berlin-Neukölln, wo er im Truseweg 8 mit Käthe Hayek wohnte. Gleichzeitig war Arendt Zeichner in einer Theatermalerei und Journalist für verschiedene Berliner Zeitungen. 1929 kritisierte Johannes R. Becher Arendts Gedichte öffentlich als zu bürgerlich, was Arendt für Monate am Schreiben neuer Texte hinderte.

### 1933 bis 1950
Erich Arendt, Kommunist und Ehemann einer sogenannten „halbjüdischen“ Frau, floh früh aus dem nationalsozialistischen Deutschland. 1933 emigrierte er mit seiner Frau Käthe (Katja) geborene Hayek in die Schweiz und lebte 1934 bis 1936 mit ihr auf Mallorca in Cala Ratjada, wo er als Hauslehrer arbeitete. Nach dem Franco-Putsch floh er aufs Festland und arbeitete zunächst als Übersetzer für die deutsche Informationspresse der Internationalen Brigaden, bevor er ab 1937 bei der 27. katalanischen Division Carlos Marx kämpfte.
1939 ging er nach Frankreich, wo er als „feindlicher Ausländer“ in verschiedenen Lagern interniert wurde. Aus dem letzten Lager bei Bordeaux floh Arendt. Über Paris musste das Ehepaar 1941 vor den siegreichen deutschen Truppen weiter fliehen. Es gelang ihnen, Visa für Kolumbien zu erhalten. Auf der Reise dorthin internierten die Engländer Arendt kurze Zeit, da sie ihn für einen Spion hielten. In Kolumbien war Arendt weiter politisch tätig, schrieb sein erstes Buch, verkaufte mit seiner Frau hausgemachte Pralinen und Marzipan und bereiste die Karibik. Einen tiefen Eindruck hinterließen das damals noch beschauliche Fischerdorf Tolú am Golf von Morrosquillo (nordwestlich von Sincelejo) und dessen Bewohner. Doch die politische Lage Kolumbiens änderte sich: Nach einem Attentat auf einen liberalen Politiker durchzog eine Verfolgungswelle das Land, gerichtet auch gegen politische Emigranten.

### 1950 bis 1984

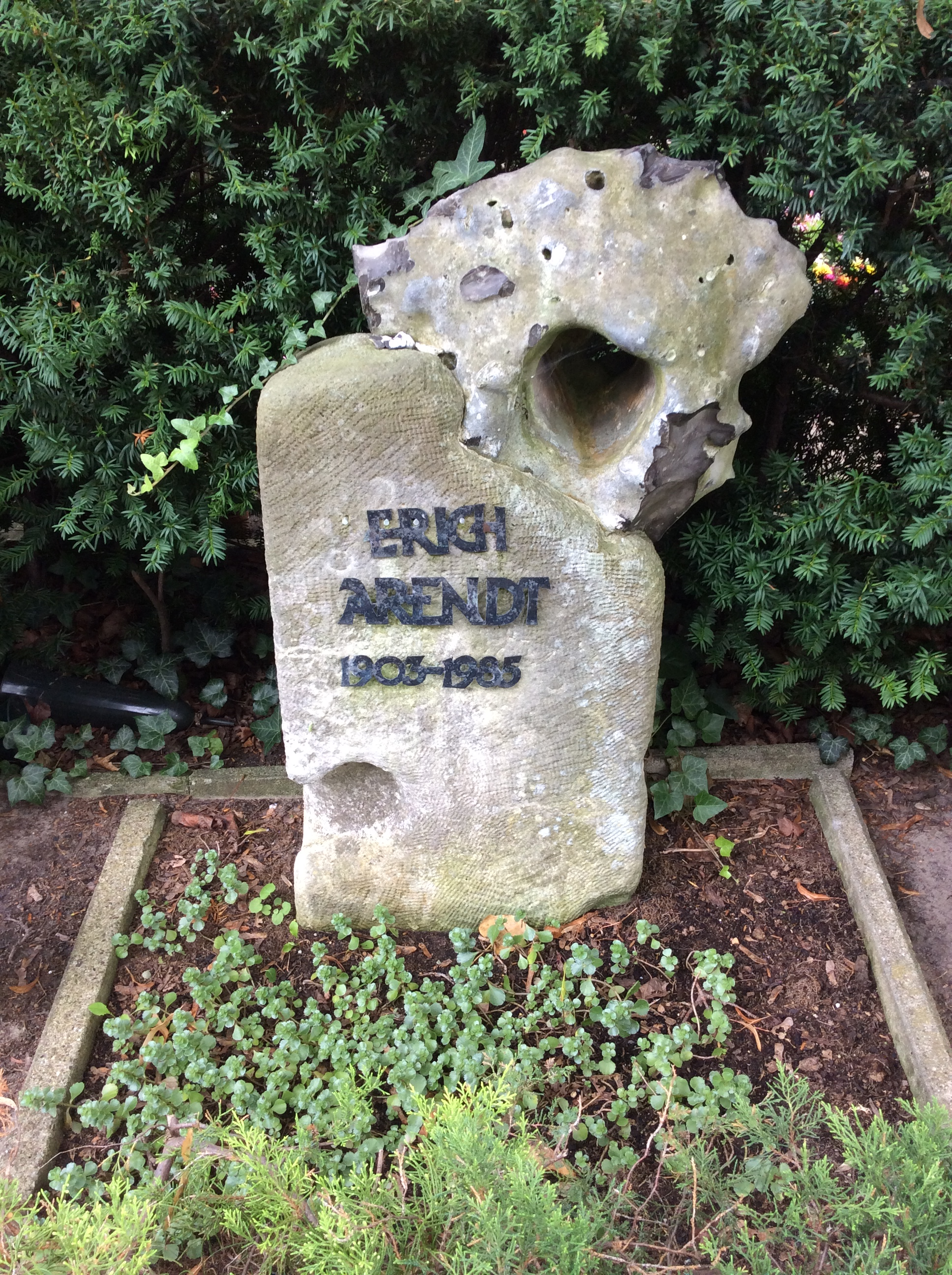
Grabstein Erich Arendt auf dem Dorotheenstädtischen Friedhof, Berlin-Mitte

1950 siedelte Arendt in die DDR über, wo er als freier Schriftsteller lebte. Der Eintritt in die SED wurde ihm verwehrt, und er wurde seit 1957 von der Staatssicherheit überwacht. Er nahm an reformsozialistischen Zirkeln teil und bereitete eine Anthologie expressionistischer Lyrik vor, die von der Zensur verboten wurde. Das Schwert über die Greise, die nicht jung werden wollen!, schrieb er 1960 an Johannes Bobrowski aus Ärger über die restriktive Kulturpolitik in der DDR. Auf die Niederschlagung des Prager Frühlings reagierte Arendt später mit resignierten Gedichten.
Arendt reiste weiterhin viel, oft ans Mittelmeer, vor allem nach Griechenland. 1959 besuchte er in Paris den Dichter Paul Celan. Celan bat anschließend Karl Krolow um eine Besprechung der Flug-Oden. Er sei „sowohl von den Gedichten als auch von dem Autor auf das freudigste überrascht“, schrieb Celan an Krolow. Der Kalte Krieg und der Bau der Berliner Mauer unter Walter Ulbricht waren traumatische Erfahrungen für den Autor. Als er 1963 nach Brasilien wollte, untersagten es ihm die Behörden. Das einzige Rückzugsgebiet für ihn und seine Frau Käthe wurde ein Haus auf Hiddensee und Reisen nach Nessebar in Bulgarien. Erst nachdem Arendt seine Rente bekommen hatte, reiste er, vor großem Publikum lesend, häufiger wieder in den Westen, auch nach Westdeutschland, wo er als ein sich vom SED-Regime distanzierender Intellektueller zunehmend an Popularität gewann.
1976 hatte Arendt den Protest gegen die Ausbürgerung Wolf Biermanns unterzeichnet. 1983 widmete die Akademie der Künste Arendt die Ausstellung Dichtung verlangt Mitleben. Dichtung und Landschaft im Leben Erich Arendts.
Erich Arendt, nach einem Schlaganfall an sein Haus gefesselt, starb am 25. September 1984. Zuletzt lebte er in Wilhelmshorst; der 1971 in den Westen übersiedelte Freund Peter Huchel hatte Arendt sein dortiges Haus überlassen. Arendt wurde auf dem Dorotheenstädtischen Friedhof in Berlin bestattet. In seiner Grabrede sagte Richard Pietraß über Arendt:
Der Kinderlose verzettelte sich nicht in Möglichkeiten seiner Dauer, setzte ganz in die Verwandlung seines Lebens in Dichtung. So gibt er seine Erfahrung nur in der Poesie weiter, die allein seine Witwe ist, seine Erbin.
Die Grabstele mit „Hühnergott“ gestaltete der Bildhauer Rolf Klimek. Auf Beschluss des Berliner Senats ist die letzte Ruhestätte von Erich Arendt (Grablage: CUAK-1-2) seit 1997 als Ehrengrab des Landes Berlin gewidmet. Die Widmung wurde im August 2021 um die übliche Frist von zwanzig Jahren verlängert.

## Darstellung Arendts in der bildenden Kunst
- Waldemar Grzimek: Bildnis Erich Arendt (Porträtplastik, Bronze, 1955)[12]

## Werk
Das Interesse Arendts an fremden Ländern prägt sein Werk: Seine Gedichte reflektieren seine Eindrücke vom Spanischen Bürgerkrieg, von der postkolonialen Gesellschaft Kolumbiens und der Naturgewalt der Tropen, schließlich seine Begeisterung für Mythen und Landschaft der Ägäis. Der keiner Schule zuzuordnende eigenwillige Autor sah sein Ideal von Gesellschaft und Literatur verkörpert in der seit Jahrtausenden jeder Fremdherrschaft trotzenden, im Grunde sich selbst organisierenden Bevölkerung der griechischen Inseln. Fremde Landschaft, fremde Mythen und fremde Literatur bildeten für Arendt gemeinsam eine unverzichtbare Inspirationsquelle, die ja unbedingt von allen Seiten auf einen einströmen muß, von Ost, West, Süd und Nord, um produktiv zu bleiben.
Erich Arendt fand die ihm eigene lyrische Ausdrucksweise erst relativ spät, im letzten Drittel seines Lebens. Die Schwierigkeit, eine adäquate lyrische Form zu finden und bei ihr zu bleiben – von den spätexpressionistischen Anfängen über die an der Weimarer Klassik geschulten sozialistisch-realistischen Texte zu den freien, oft dunklen Gedichten des Spätwerks –, wurde zu einer Aporie des traditionellen Werkbegriffs mit der Weigerung, die einzelnen Texte zu einem Ende kommen, fertig werden zu lassen. Dazu passt, dass Arendt von einzelnen Gedichten an die vierzig verschiedene Versionen schrieb. Die Fachkritik hat Einflüsse von Friedrich Hölderlin, Saint-John Perse und Paul Celan bei Arendt festgestellt und seine Gedichte als sensuell vital, zugleich intellektuell distanziert, surrealistisch metaphernreich und zugleich zutiefst klassisch in ihrer Gestaltung beschrieben.
Seine Poetik beschreibt Manfred Schlösser als
Entfesselung der assoziierenden Phantasie, der visuellen Umsetzung rhythmisch-musikalischer Vorstellungen, vom Gedanken der Zerstückelung, der Zertrümmerung von zusammenhängenden Bildern oder Satzstrukturen, Zeilen, ja Worten, der Absolutsetzung des Einzelwortes.

## Zitat
Dichtung verlangt Mitleben. Sie ist kein leichtfertiges, leicht fertiges Spiel zu großem Zeitvertreib. Immer bleibt ein Rest, der rational schwer zu fassen und nicht bewusst zu schaffen ist, ein Geheimnisvolles, das aus dem Unbewussten herkommt und mitschafft.

## Auszeichnungen
- 1952: Nationalpreis der DDR III. Klasse für Lyrik (auf Vorschlag Johannes R. Bechers)
- 1968: Johannes-R.-Becher-Medaille
- 1973: Vaterländischer Verdienstorden in Silber
- 1983: Stern der Völkerfreundschaft
- 1983: Nationalpreis der DDR II. Klasse für Kunst und Literatur (auf Vorschlag Christa Wolfs)

## Werke

### Lyrik
- Trug doch die Nacht den Albatros. Rütten & Loening, Berlin 1951
- Bergwindballade. Gedichte des spanischen Freiheitskampfes. Dietz, Berlin 1952
- Tolú. Gedichte aus Kolumbien. Insel, Leipzig 1956 (2., überarb. Aufl. Insel, Leipzig 1973) – Insel-Bücherei 603
- Über Asche und Zeit... Volk und Welt, Berlin 1957
- Gesang der sieben Inseln. Rütten & Loening, Berlin 1957
- Flug-Oden. Insel, Leipzig 1959[18]
- Unter den Hufen des Winds. Ausgewählte Gedichte 1926–1965. Rowohlt, Reinbek 1966
- Ägäis. Insel, Leipzig 1967
- Aus fünf Jahrzehnten. Auswahl von Heinz Czechowski. Hinstorff, Rostock 1968
- Gedichte. Auswahl von Gerhard Wolf. Reclam, Leipzig 1973
- Feuerhalm. Insel, Leipzig 1973 (IB 986/1)
- Memento und Bild. Insel, Leipzig 1976
- Zeitsaum. Insel, Leipzig 1978
- Starrend von Zeit und Helle. Gedichte der Ägäis. Reclam, Leipzig 1980 (mit Reproduktionen von Radierungen Paul Eliasbergs; Vorzugsausgabe mit einer Originalradierung)
- Das zweifingrige Lachen. Ausgewählte Gedichte 1921–1980. Auswahl Gregor Laschen. Claassen, Düsseldorf 1981
- Entgrenzen. Insel, Leipzig 1981

### Prosa
- Tropenland Kolumbien. Brockhaus, Leipzig 1954
- Inseln des Mittelmeeres. Von Sizilien bis Mallorca. Mit Katja Hayek-Arendt. Brockhaus, Leipzig 1959
- Griechische Inselwelt. Mit Katja Hayek-Arendt. Brockhaus, Leipzig 1962
- Säule, Kubus, Gesicht. Bauen und Gestalten auf Mittelmeerinseln. Verlag der Kunst, Dresden 1966
- Griechische Tempel. Insel, Leipzig, 1970
- Reise in die Provence. Tagebuchnotizen aus dem Jahre 1929. Agora, Berlin und Darmstadt 1983
- Spanien-Akte Arendt. Aufgefundene Texte Erich Arendts aus dem Spanienkrieg. Hinstorff, Rostock 1986

### Übersetzungen

#### Pablo Neruda
- Der große Gesang. Volk und Welt, Berlin 1953
- Holzfäller, wach auf! Hymnus auf den Frieden. Insel, Leipzig 1955
- Die Trauben und der Wind. Volk und Welt, Berlin 1955
- Spanien im Herzen. Mit Stephan Hermlin. Volk und Welt, Berlin 1956
- Zwanzig Liebesgedichte und ein Lied der Verzweiflung. Insel, Leipzig 1958
- Elementare Oden. Volk und Welt, Berlin 1959
- Aufenthalt auf Erden. Claassen, Hamburg 1960
- Gedichte. Suhrkamp, Frankfurt a. M. 1963
- Ode an die Typografie. Institut für Buchgestaltung, Leipzig 1964
- Das grausame Feuer. Hochschule für Grafik und Buchkunst, Leipzig 1966
- Erklärungen einiger Dinge. Dichtungen. dtv, München 1971

#### Andere Autoren
- Die Indios steigen von Mixco nieder. Südamerikanische Freiheitsdichtungen. Volk und Welt, Berlin, 1951
- Trauerfarbe Grau – Name GmbH. Satire aus Lateinamerika. Rütten & Loening, Berlin 1984
- Rafael Alberti: Stimme aus Nesselerde und Gitarre. Ausgewählte Lyrik. Mit Katja Hayek-Arendt. Rütten & Loening, Berlin 1959
- Rafael Alberti: Kriegsnacht im Pradomuseum. Radierung in einem Prolog und einem Akt. Henschel, Berlin 1969
- Vicente Aleixandre: Nackt wie der glühende Stein. Rowohlt, Reinbek bei Hamburg 1963
- Luis Cernuda: Das Wirkliche und das Verlangen. Gedichte. Mit Katja Hayek-Arendt. Reclam, Leipzig 1978
- Luis de Góngora y Argote: Soledades. Reclam, Leipzig 1973
- Nicolás Guillén: Bitter schmeckt das Zuckerrohr. Volk und Welt, Berlin 1952
- Nicolás Guillén: Bezahlt mich nicht, dass ich singe. Volk und Welt, Berlin 1961
- Miguel Hernández: Gedichte. Poemas. Mit Katja Hayek-Arendt. Kiepenheuer & Witsch, Köln und Berlin 1965
- Walt Whitman: Lyrik und Prosa. Mit Helmut Heinrich. Volk und Welt, Berlin, 1966
- Jorge Zalamea: Der große Burundun-Burunda ist tot. Verlag der Nation, Berlin 1957

## Filme
- Tödliches Heilkraut. Erich Arendt – Das letzte Jahr. Dokumentarfilm von Regine Kühn und Eduard Schreiber, BRD 2003.